# Discographie d'alt-J
La discographie du groupe anglais de rock indépendant alt-J se compose de deux albums studio, un album live, trois extended plays, dix singles et six vidéo-clips.

## Albums

### Albums studios
| An Awesome Wave                              | - Sorti le : 28 mai 2012 - Label : Infectious - Formats : CD, LP, téléchargement digital       | 13 | 9 | 17 | — | 34 | 45 | 11 | 18 | 24 | 39 | 80 | - BPI : Platine - ARIA : Or - MC : Or(en) « Canada album certifications – Alt-J – An Awesome Wave », Music Canada |
| This Is All Yours                            | - Sorti le : 22 septembre 2014 - Label : Infectious - Formats : CD, LP, téléchargement digital | 1  | 2 | 2  | 2 | 7  | 5  | 4  | 6  | 5  | 3  | 4  | - BPI: Argent - ARIA: Or - MC: Or(en) « Canada album certifications – Alt-J – This Is All Yours », Music Canada   |
| Relaxer                                      | - Sorti le : 9 juin 2017 - Label : Infectious - Formats : CD, LP, téléchargement digital       | —  | — | —  | — | —  | —  | —  | —  | —  | —  | —  | - BPI: - ARIA: - MC:                                                                                              |
| The Dream                                    | - Sorti le : 11 février 2022 - Label : Infectious - Formats : CD, LP, téléchargement digital   | —  | — | —  | — | —  | —  | —  | —  | —  | —  | —  | |
| "—" mentionne un album qui n'est pas classé. |                                                                                                |    |   |    |   |    |    |    |    |    |    |    | |

### Albums live
- Live at Red Rocks (24 juin 2016, Infectious, CD, LP, DVD, Blu-ray)

### EPs
| Titre                                       | Détails                                                                                     | Meilleure position |
| Titre                                       | Détails                                                                                     | US Dance           |
| ------------------------------------------- | ------------------------------------------------------------------------------------------- | ------------------ |
| ∆                                           | - Date de sortie : 2011 - Formats : Téléchargement digital                                  | —                  |
| iTunes Session                              | - Date de sortie : 16 avril 2013 - Label: Infectious - Formats: Téléchargement digital      | —                  |
| Summer                                      | - Date de sortie : 25 novembre 2013 - Label : Infectious - Formats : Téléchargement digital | 13                 |
| "—" mentionne un EP qui n'a pas été classé. |                                                                                             |                    |

## Singles
| Titre                                           | Année | Meilleure position | Meilleure position | Meilleure position | Meilleure position | Meilleure position | Meilleure position | Meilleure position | Meilleure position | Meilleure position | Meilleure position | Meilleure position | Certifications | Album             |
| Titre                                           | Année | UK                 | UK Indie           | AUS                | AUT                | BEL (FL)           | CAN                | FRA                | P-B                | US                 | US Alt.            | US Rock            | Certifications | Album             |
| ----------------------------------------------- | ----- | ------------------ | ------------------ | ------------------ | ------------------ | ------------------ | ------------------ | ------------------ | ------------------ | ------------------ | ------------------ | ------------------ | -------------- | ----------------- |
| Bloodflood / Tessellate                         | 2011  | —                  | —                  | —                  | —                  | —                  | —                  | —                  | —                  | —                  | —                  | —                  |                | An Awesome Wave   |
| Matilda                                         | 2012  | 83                 | 7                  | —                  | —                  | 109                | —                  | 6                  | —                  | —                  | —                  | —                  |                | An Awesome Wave   |
| Breezeblocks                                    | 2012  | 75                 | 6                  | 41                 | —                  | —                  | —                  | —                  | —                  | 121                | 9                  | 16                 | - ARIA : Or    | An Awesome Wave   |
| Tessellate                                      | 2012  | 120                | 6                  | —                  | —                  | 124                | —                  | —                  | —                  | —                  | 19                 | 43                 |                | An Awesome Wave   |
| Something Good                                  | 2012  | 76                 | 6                  | —                  | —                  | 66                 | —                  | —                  | —                  | —                  | —                  | —                  |                | An Awesome Wave   |
| Fitzpleasure                                    | 2012  | —                  | —                  | —                  | 47                 | —                  | —                  | —                  | —                  | —                  | 27                 | 48                 |                | An Awesome Wave   |
| Dissolve Me                                     | 2013  | —                  | 30                 | —                  | —                  | —                  | —                  | —                  | —                  | —                  | —                  | —                  |                | An Awesome Wave   |
| Hunger of the Pine                              | 2014  | 59                 | 4                  | 71                 | —                  | 58                 | —                  | 147                | —                  | —                  | —                  | 20                 |                | This Is All Yours |
| Left Hand Free                                  | 2014  | 85                 | 7                  | 80                 | —                  | 66                 | 68                 | 126                | —                  | 99                 | 2                  | 9                  |                | This Is All Yours |
| Every Other Freckle                             | 2014  | 58                 | 2                  | 73                 | —                  | 59                 | 70                 | 93                 | 86                 | —                  | 20                 | 13                 |                | This Is All Yours |
| "—" mentionne un single qui n'a pas été classé. |       |                    |                    |                    |                    |                    |                    |                    |                    |                    |                    |                    |                |                   |

## Autres chansons classées
| Titre                                              | Year | Meilleure position | Meilleure position | Meilleure position | Meilleure position | Meilleure position | Album             |
| Titre                                              | Year | UK                 | UK Indie           | AUT                | FRA                | SWI                | Album             |
| -------------------------------------------------- | ---- | ------------------ | ------------------ | ------------------ | ------------------ | ------------------ | ----------------- |
| Intro                                              | 2014 | 187                | 20                 | —                  | —                  | —                  | This Is All Yours |
| Arrival in Nara                                    | 2014 | 189                | 21                 | —                  | —                  | —                  | This Is All Yours |
| Nara                                               | 2014 | 200                | 19                 | —                  | —                  | —                  | This Is All Yours |
| ❦ (Garden of England)                              | 2014 | 180                | 20                 | —                  | 40                 | —                  | This Is All Yours |
| Choice Kingdom                                     | 2014 | —                  | 30                 | —                  | —                  | —                  | This Is All Yours |
| Warm Foothills                                     | 2014 | 161                | 17                 | 73                 | 36                 | 51                 | This Is All Yours |
| The Gospel of John Hurt                            | 2014 | 168                | 18                 | 75                 | 37                 | 53                 | This Is All Yours |
| Pusher                                             | 2014 | 198                | 27                 | —                  | 38                 | 54                 | This Is All Yours |
| Bloodflood, Pt. II                                 | 2014 | —                  | 33                 | —                  | —                  | —                  | This Is All Yours |
| "—" mentionne une chanson qui n'a pas été classée. |      |                    |                    |                    |                    |                    |                   |

## Autres apparitions
| Titre   | Année | Autre(s) artiste(s) | Album                   |
| ------- | ----- | ------------------- | ----------------------- |
| Buffalo | 2012  | Mountain Man        | Silver Linings Playbook |

## Clips
| Titre               | Année | Réalisateur(s)         |
| ------------------- | ----- | ---------------------- |
| Breezeblocks        | 2012  | Ellis Bahl             |
| Tessellate          | 2012  | Alex Southam           |
| Something Good      | 2012  | Brewer                 |
| Fitzpleasure        | 2012  | Emile Sornin           |
| Hunger of the Pine  | 2014  | NABIL                  |
| Left Hand Free      | 2014  | Ryan Staake            |
| Every Other Freckle | 2014  | Olivier Groulx         |
| Pusher              | 2014  | Thomas Rhazi           |
| U&ME                | 2021  | Prosper Unger-Hamilton |